# بلوط سیاه استرالیا

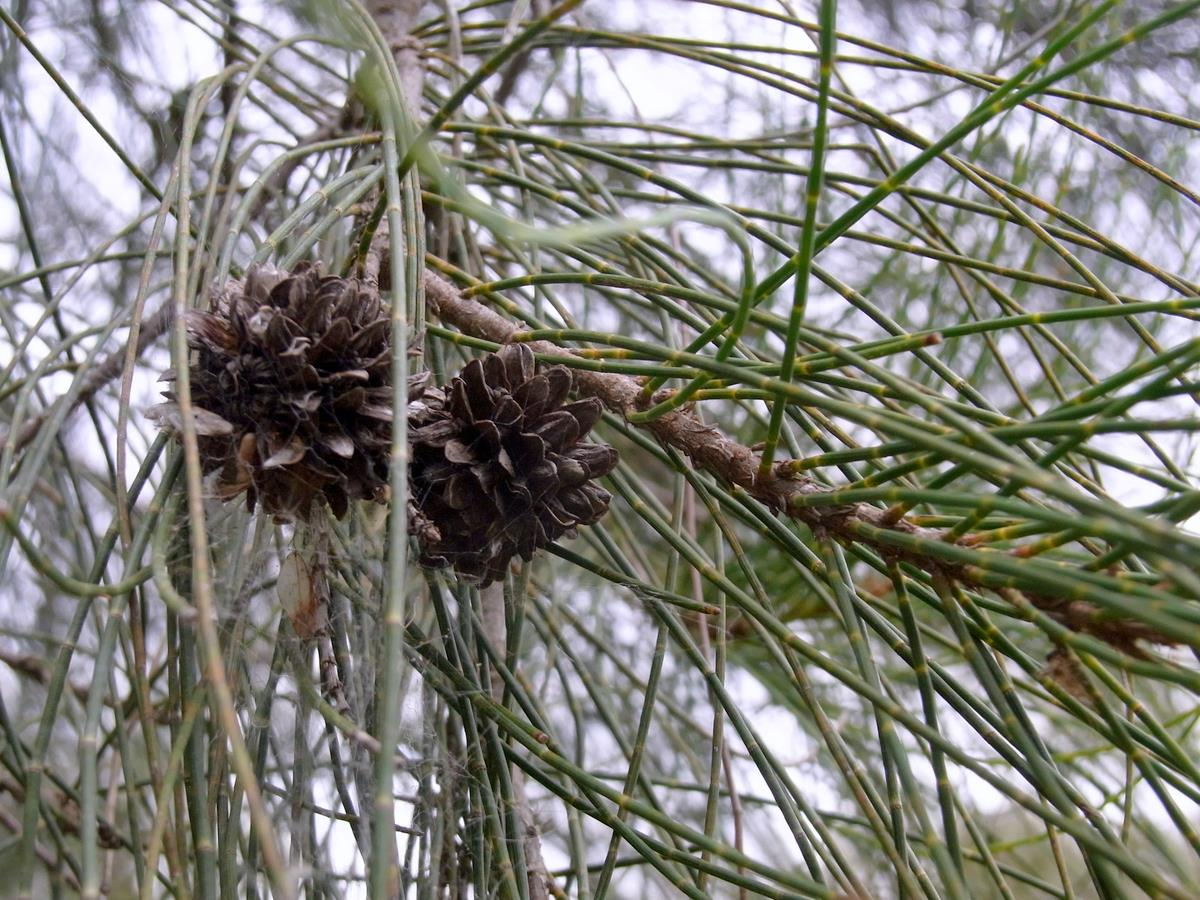
این میوه درخت بلوط سیاه است

بلوط  سیاه(نام علمی: Casuarina pauper) نام یک گونه از سرده دم‌اسب‌درختی است.